# Lyssomanes pichilingue
Lyssomanes pichilingue är en spindelart som beskrevs av Galiano 1984. Lyssomanes pichilingue ingår i släktet Lyssomanes och familjen hoppspindlar. Inga underarter finns listade i Catalogue of Life.